# Élections municipales de 2021 dans Arthabaska
Pour un article plus général, voir Élections municipales de 2021 dans le Centre-du-Québec.
Cet article concerne les élections municipales de 2021 dans le Centre-du-Québec dans la municipalité régionale de comté d'Arthabaska.

## Chesterville
|             | Élection (2017)                                                                                 | Dissolution (2021)                                                                                 | Élection (2021)                                                                                       |
| Maire       | Maryse Beauchesne                                                                               | Vincent Desrochers                                                                                 | Vincent Desrochers                                                                                    |
| Conseillers | Lawrence Hall Frédéric Flibotte Marco Rousseau Mylène Leclerc Geneviève Campagna Gilles Fortier | Lawrence Hall Frédéric Flibotte Marco Rousseau Chantal Desharnais Jasmin Desharnais Gilles Fortier | Martin Gervais Amélie Croteau Steve Gauthier Chantal Desharnais Jasmin Desharnais Sébastien St-Pierre |

| Candidats pour la mairie     | Vote            | %               |
| ---------------------------- | --------------- | --------------- |
| Vincent Desrochers (Sortant) | Sans opposition | Sans opposition |

| Candidats conseiller #1 | Vote | %     |
| ----------------------- | ---- | ----- |
| Martin Germain          | 287  | 72,11 |
| Lawrence Hall (Sortant) | 111  | 27,89 |

| Candidats conseiller #2 | Vote            | %               |
| ----------------------- | --------------- | --------------- |
| Amélie Croteau          | Sans opposition | Sans opposition |

| Candidats conseiller #3 | Vote            | %               |
| ----------------------- | --------------- | --------------- |
| Steve Gauthier          | Sans opposition | Sans opposition |

| Candidats conseiller #4       | Vote            | %               |
| ----------------------------- | --------------- | --------------- |
| Chantal Desharnais (Sortante) | Sans opposition | Sans opposition |

| Candidats conseiller #5     | Vote            | %               |
| --------------------------- | --------------- | --------------- |
| Jasmin Desharnais (Sortant) | Sans opposition | Sans opposition |

| Candidats conseiller #6  | Vote | %     |
| ------------------------ | ---- | ----- |
| Sébastien St-Pierre      | 218  | 61,24 |
| Gilles Fortier (Sortant) | 138  | 38,76 |

## Daveluyville
|             | Élection (2017)                                                                              | Dissolution (2021)                                                                   | Élection (2021)                                                                                       |
| Maire       | Ghyslain Noël                                                                                | Ghyslain Noël                                                                        | Mathieu Allard                                                                                        |
| Conseillers | Steven Rheault Denis Bergeron François Robidoux Alain Raymond Roland Ayotte Christine Gentes | Raynald Jean Denis Bergeron Réal Savoie Alain Raymond Roland Ayotte Christine Gentes | Tammy Voyer Sébastien Bilodeau Valérie Loiselle Alain Raymond Carole-Anne Provencher Christine Gentes |

| Taux de participation :                | Taux de participation :                | Taux de participation :                | Taux de participation :                | Taux de participation :                | 44,1 % |
| Nombre de votes valides :              | Nombre de votes valides :              | Nombre de votes valides :              | Nombre de votes valides :              | Nombre de votes valides :              | 865    |
| Nombre de votes rejetées à la mairie : | Nombre de votes rejetées à la mairie : | Nombre de votes rejetées à la mairie : | Nombre de votes rejetées à la mairie : | Nombre de votes rejetées à la mairie : | 6      |
| Nombre d'électeurs inscrits :          | Nombre d'électeurs inscrits :          | Nombre d'électeurs inscrits :          | Nombre d'électeurs inscrits :          | Nombre d'électeurs inscrits :          | 1 974  |

| Candidats pour la mairie                | Vote | %     |
| --------------------------------------- | ---- | ----- |
| Mathieu Allard                          | 704  | 81,39 |
| Raynald Jean (Sortant d'un autre poste) | 161  | 18,61 |

| Candidats conseiller #1 | Vote            | %               |
| ----------------------- | --------------- | --------------- |
| Tammy Voyer             | Sans opposition | Sans opposition |

| Candidats conseiller #2  | Vote | %     |
| ------------------------ | ---- | ----- |
| Sébastien Bilodeau       | 519  | 62,01 |
| Denis Bergeron (Sortant) | 318  | 37,99 |

| Candidats conseiller #3 | Vote            | %               |
| ----------------------- | --------------- | --------------- |
| Valérie Loiselle        | Sans opposition | Sans opposition |

| Candidats conseiller #4 | Vote            | %               |
| ----------------------- | --------------- | --------------- |
| Alain Raymond (Sortant) | Sans opposition | Sans opposition |

| Candidats conseiller #5 | Vote            | %               |
| ----------------------- | --------------- | --------------- |
| Carole-Anne Provencher  | Sans opposition | Sans opposition |

| Candidats conseiller #6     | Vote            | %               |
| --------------------------- | --------------- | --------------- |
| Christine Gentes (Sortante) | Sans opposition | Sans opposition |

- Démission de Tammy Voyer, conseillère #1, en mars 2022 afin de reprendre le poste de directrice-générale de la municipalité[1].

- Élection de Nadia Leclerc au poste de conseillère #1 le 15 mai 2022[2].

| Candidats conseiller #1 | Vote | %   |
| ----------------------- | ---- | --- |
| Nadia Leclerc           | n/d  | n/d |

## Ham-Nord
|             | Élection (2017)                                                                          | Dissolution (2021)                                                                       | Élection (2021)                                                                              |
| Maire       | François Marcotte                                                                        | François Marcotte                                                                        | François Marcotte                                                                            |
| Conseillers | Manon Côté Steve Leblanc Dominic Lapointe Gilles Gauvreau Benoît Couture Rémi Beauchesne | Manon Côté Steve Leblanc Dominic Lapointe Gilles Gauvreau Benoît Couture Rémi Beauchesne | Gaétan Fortier Steve Leblanc Dominic Lapointe Gilles Gauvreau Benoît Couture Rémi Beauchesne |

| Candidats pour la mairie    | Vote            | %               |
| --------------------------- | --------------- | --------------- |
| François Marcotte (Sortant) | Sans opposition | Sans opposition |

| Candidats conseiller #1 | Vote | %     |
| ----------------------- | ---- | ----- |
| Gaétan Fortier          | 200  | 53,33 |
| Judith Allard           | 122  | 32,53 |
| Jacques Turcotte        | 53   | 14,13 |

| Candidats conseiller #2 | Vote            | %               |
| ----------------------- | --------------- | --------------- |
| Steve Leblanc (Sortant) | Sans opposition | Sans opposition |

| Candidats conseiller #3    | Vote            | %               |
| -------------------------- | --------------- | --------------- |
| Dominic Lapointe (Sortant) | Sans opposition | Sans opposition |

| Candidats conseiller #4   | Vote            | %               |
| ------------------------- | --------------- | --------------- |
| Gilles Gauvreau (Sortant) | Sans opposition | Sans opposition |

| Candidats conseiller #5  | Vote            | %               |
| ------------------------ | --------------- | --------------- |
| Benoît Couture (Sortant) | Sans opposition | Sans opposition |

| Candidats conseiller #6   | Vote            | %               |
| ------------------------- | --------------- | --------------- |
| Rémi Beauchesne (Sortant) | Sans opposition | Sans opposition |

## Kingsey Falls
|             | Élection (2017)                                                                                      | Dissolution (2021)                                                                           | Élection (2021)                                                                               |
| Maire       | Micheline Pinard-Lampron                                                                             | Micheline Pinard-Lampron                                                                     | Christian Côté                                                                                |
| Conseillers | Raymond Paillé Christian Côté Alain Ducharme Marie-Josée Pleau Krystel Houle-Plante Dominic Laquerre | Vacant Christian Côté Alain Ducharme Marie-Josée Pleau Krystel Houle-Plante Dominic Laquerre | Luc Duval Marie-Josée Pleau Eric Fréchette Christian Tisluck Krystel Houle-Plante Marc Payeur |

| Taux de participation :                | Taux de participation :                | Taux de participation :                | Taux de participation :                | Taux de participation :                | 46,8 % |
| Nombre de votes valides :              | Nombre de votes valides :              | Nombre de votes valides :              | Nombre de votes valides :              | Nombre de votes valides :              | 700    |
| Nombre de votes rejetées à la mairie : | Nombre de votes rejetées à la mairie : | Nombre de votes rejetées à la mairie : | Nombre de votes rejetées à la mairie : | Nombre de votes rejetées à la mairie : | 8      |
| Nombre d'électeurs inscrits :          | Nombre d'électeurs inscrits :          | Nombre d'électeurs inscrits :          | Nombre d'électeurs inscrits :          | Nombre d'électeurs inscrits :          | 1 512  |

| Candidats pour la mairie                  | Vote | %     |
| ----------------------------------------- | ---- | ----- |
| Christian Côté (Sortant d'un autre poste) | 374  | 53,43 |
| Emmanuelle Lebeau-Guertin                 | 326  | 46,57 |

| Candidats conseiller #1 | Vote            | %               |
| ----------------------- | --------------- | --------------- |
| Luc Duval               | Sans opposition | Sans opposition |

| Candidats conseiller #2                       | Vote            | %               |
| --------------------------------------------- | --------------- | --------------- |
| Marie-Josée Pleau (Sortante d'un autre poste) | Sans opposition | Sans opposition |

| Candidats conseiller #3  | Vote | %     |
| ------------------------ | ---- | ----- |
| Eric Fréchette           | 385  | 55,32 |
| Alain Ducharme (Sortant) | 311  | 44,68 |

| Candidats conseiller #4 | Vote            | %               |
| ----------------------- | --------------- | --------------- |
| Christian Tisluck       | Sans opposition | Sans opposition |

| Candidats conseiller #5         | Vote            | %               |
| ------------------------------- | --------------- | --------------- |
| Krystel Houle-Plante (Sortante) | Sans opposition | Sans opposition |

| Candidats conseiller #6 | Vote | %     |
| ----------------------- | ---- | ----- |
| Marc Payeur             | 374  | 53,97 |
| Eric Mastine            | 319  | 46,03 |

## Maddington Falls
|             | Élection (2017)                                                                         | Dissolution (2021)                                                               | Élection (2021)                                                                                     |
| Maire       | Ghislain Brûlé                                                                          | Ghislain Brûlé                                                                   | Patrice Morin                                                                                       |
| Conseillers | Eve-Lyne Marcotte Fabien Pelletier Éric Girard Gaétan Légaré Denise Houle Diane Mercier | Eve-Lyne Marcotte Fabien Pelletier Éric Girard Gaétan Légaré Denise Houle Vacant | Aucune candidature Eve-Lyne Marcotte Denise Houle Steven R. Deshaies Gaétan Légaré Bernard Philipps |

| Candidats pour la mairie | Vote            | %               |
| ------------------------ | --------------- | --------------- |
| Patrice Morin            | Sans opposition | Sans opposition |

| Candidats conseiller #1 | Vote | % |
| ----------------------- | ---- | - |
| Aucune candidature      |      |   |

| Candidats conseiller #2    | Vote | %     |
| -------------------------- | ---- | ----- |
| Eve-Lyne Marcotte          | 171  | 76,34 |
| Fabien Pelletier (Sortant) | 53   | 23,66 |

| Candidats conseiller #3                  | Vote            | %               |
| ---------------------------------------- | --------------- | --------------- |
| Denise Houle (Sortante d'un autre poste) | Sans opposition | Sans opposition |

| Candidats conseiller #4 | Vote            | %               |
| ----------------------- | --------------- | --------------- |
| Steven R. Deshaies      | Sans opposition | Sans opposition |

| Candidats conseiller #5                  | Vote            | %               |
| ---------------------------------------- | --------------- | --------------- |
| Gaétan Légaré (Sortant d'un autre poste) | Sans opposition | Sans opposition |

| Candidats conseiller #6 | Vote            | %               |
| ----------------------- | --------------- | --------------- |
| Bernard Philipps        | Sans opposition | Sans opposition |

- Entrée au conseil de Chantal Bilodeau à titre de conseillère #1 lors de la séance du 11 janvier 2022[3].

| Candidats conseiller #1 | Vote | %   |
| ----------------------- | ---- | --- |
| Chantal Bilodeau        | n/d  | n/d |

## Notre-Dame-de-Ham
|             | Élection (2017)                                                                           | Dissolution (2021)                                                          | Élection (2021)                                                                       |
| Maire       | Luce Périard                                                                              | Luce Périard                                                                | Serge Tremblay                                                                        |
| Conseillers | Michel Roy Lise Nolette Jean-Marie Poulin Roseline Boucher Nancy Delisle Jean-Luc Lavigne | Vacant Lise Nolette Jean-Marie Poulin Vacant Nancy Delisle Jean-Luc Lavigne | Sonia Roberge Steve Roy Michel Blondin Éric Pariseau Sylvie Turcotte Catherine Bishop |

| Candidats pour la mairie                 | Vote | %     |
| ---------------------------------------- | ---- | ----- |
| Serge Tremblay                           | 128  | 52,67 |
| Lise Nolette (Sortante d'un autre poste) | 115  | 47,33 |

| Candidats conseiller #1 | Vote | %     |
| ----------------------- | ---- | ----- |
| Sonia Roberge           | 127  | 53,36 |
| Yves Cournoyer          | 111  | 46,64 |

| Candidats conseiller #2 | Vote | %     |
| ----------------------- | ---- | ----- |
| Steve Roy               | 197  | 81,07 |
| Roberto Clavet          | 46   | 18,93 |

| Candidats conseiller #3 | Vote | %     |
| ----------------------- | ---- | ----- |
| Michel Blondin          | 135  | 56,49 |
| Chantal Côté            | 104  | 43,51 |

| Candidats conseiller #4 | Vote | %     |
| ----------------------- | ---- | ----- |
| Éric Pariseau           | 161  | 66,60 |
| Danny Groleau           | 80   | 33,20 |

| Candidats conseiller #5 | Vote            | %               |
| ----------------------- | --------------- | --------------- |
| Sylvie Turcotte         | Sans opposition | Sans opposition |

| Candidats conseiller #6 | Vote | %     |
| ----------------------- | ---- | ----- |
| Catherine Bishop        | 123  | 51,04 |
| Diane Blouin            | 118  | 48,96 |

## Saint-Albert
|             | Élection (2017)                                                                                   | Dissolution (2021)                                                                                | Élection (2021)                                                                                       |
| Maire       | Alain St-Pierre                                                                                   | Alain St-Pierre                                                                                   | Aucune candidature                                                                                    |
| Conseillers | Dominique Poulin Mélanie Vogt Jean-Philippe Bibeau Nicolas Labbé Alexandre Bergeron Diane Kirouac | Dominique Poulin Mélanie Vogt Jean-Philippe Bibeau Nicolas Labbé Alexandre Bergeron Diane Kirouac | Dominique Poulin François Gosselin Jean-Philippe Bibeau Nicolas Labbé Francis Lacharité Diane Kirouac |

| Candidats pour la mairie | Vote | % |
| ------------------------ | ---- | - |
| Aucune candidature       |      |   |

| Candidats conseiller #1    | Vote            | %               |
| -------------------------- | --------------- | --------------- |
| Dominique Poulin (Sortant) | Sans opposition | Sans opposition |

| Candidats conseiller #2 | Vote            | %               |
| ----------------------- | --------------- | --------------- |
| François Gosselin       | Sans opposition | Sans opposition |

| Candidats conseiller #3        | Vote            | %               |
| ------------------------------ | --------------- | --------------- |
| Jean-Philippe Bibeau (Sortant) | Sans opposition | Sans opposition |

| Candidats conseiller #4 | Vote            | %               |
| ----------------------- | --------------- | --------------- |
| Nicolas Labbé (Sortant) | Sans opposition | Sans opposition |

| Candidats conseiller #5 | Vote            | %               |
| ----------------------- | --------------- | --------------- |
| Francis Lacharité       | Sans opposition | Sans opposition |

| Candidats conseiller #6  | Vote            | %               |
| ------------------------ | --------------- | --------------- |
| Diane Kirouac (Sortante) | Sans opposition | Sans opposition |

- Élection sans opposition de Claude Thibodeau au poste de maire le 12 novembre 2021[4].

| Candidats conseiller #6 | Vote            | %               |
| ----------------------- | --------------- | --------------- |
| Claude Thibodeau        | Sans opposition | Sans opposition |

- Démission de Claude Thibodeau, maire, le 29 mai 2023 en raison de son déménagement[5]. Dominique Poulin, conseiller #1, exerce la fonction de maire suppléant pendant l'intérim[5].

- Démission de Dominique Poulin, maire suppléant et conseiller #1, le 9 août 2023[6]. Francis Lacharité, conseiller #5, exerce la fonction de maire suppléant pendant l'intérim[6].

- Élection sans opposition de Dominique Poulin au poste de maire et élection de Pascale Boisclair au poste de conseillère #1 le 24 septembre 2023[7].

| Candidats pour la mairie                    | Vote            | %               |
| ------------------------------------------- | --------------- | --------------- |
| Dominique Poulin (Sortant d'un autre poste) | Sans opposition | Sans opposition |

| Candidats conseiller #1 | Vote        | %     |
| ----------------------- | ----------- | ----- |
| Pascale Boislard        | 94          | 45,41 |
| Yvan Pothier            | 65          | 31,40 |
| Cynthia Boissonneault   | 48          | 23,19 |
| Bulletins rejetés       | 2           |       |
| Taux de participation   | 209 / 1 287 | 16,24 |

## Saint-Christophe-d'Arthabaska
|             | Élection (2017)                                                                                            | Dissolution (2021)                                                                               | Élection (2021)                                                                                            |
| Maire       | Michel Larochelle                                                                                          | Michel Larochelle                                                                                | Michel Larochelle                                                                                          |
| Conseillers | Stéphane Bilodeau Bertrand Martineau Diane L. Gagnon Simon Arsenault Dominique Blanchette Réjean Arsenault | Johanne Therrien Bertrand Martineau Vacant Simon Arsenault Dominique Blanchette Réjean Arsenault | Johanne Therrien Bertrand Martineau Sarah Bellavance Simon Arsenault Dominique Blanchette Réjean Arsenault |

| Taux de participation :                | Taux de participation :                | Taux de participation :                | Taux de participation :                | Taux de participation :                | 31,2 % |
| Nombre de votes valides :              | Nombre de votes valides :              | Nombre de votes valides :              | Nombre de votes valides :              | Nombre de votes valides :              | 744    |
| Nombre de votes rejetées à la mairie : | Nombre de votes rejetées à la mairie : | Nombre de votes rejetées à la mairie : | Nombre de votes rejetées à la mairie : | Nombre de votes rejetées à la mairie : | 4      |
| Nombre d'électeurs inscrits :          | Nombre d'électeurs inscrits :          | Nombre d'électeurs inscrits :          | Nombre d'électeurs inscrits :          | Nombre d'électeurs inscrits :          | 2 400  |

| Candidats pour la mairie    | Vote | %     |
| --------------------------- | ---- | ----- |
| Michel Larochelle (Sortant) | 433  | 58,20 |
| Francine Rainville          | 311  | 41,80 |

| Candidats district #1       | Vote            | %               |
| --------------------------- | --------------- | --------------- |
| Johanne Therrien (Sortante) | Sans opposition | Sans opposition |

| Candidats district #2        | Vote            | %               |
| ---------------------------- | --------------- | --------------- |
| Bertrand Martineau (Sortant) | Sans opposition | Sans opposition |

| Candidats district #3 | Vote | %     |
| --------------------- | ---- | ----- |
| Sarah Bellavance      | 137  | 80,12 |
| Cathy Hamel           | 34   | 19,88 |

| Candidats district #4     | Vote            | %               |
| ------------------------- | --------------- | --------------- |
| Simon Arsenault (Sortant) | Sans opposition | Sans opposition |

| Candidats district #5          | Vote            | %               |
| ------------------------------ | --------------- | --------------- |
| Dominique Blanchette (Sortant) | Sans opposition | Sans opposition |

| Candidats district #6      | Vote            | %               |
| -------------------------- | --------------- | --------------- |
| Réjean Arsenault (Sortant) | Sans opposition | Sans opposition |

- Démission de Simon Arsenault (conseiller district #4) à la suite d'accusations de pornographie juvénile le 15 novembre 2021, peu après les élections municipales de 2021[8].

- Élection de Marc-Olivier Racette au poste de conseiller district #4 le 16 janvier 2022[9].

| Candidats district #4 | Vote     | %     |
| --------------------- | -------- | ----- |
| Marc-Olivier Racette  | 49       | 55,68 |
| Jason Whittemore      | 39       | 44,32 |
| Bulletins rejetés     | 0        |       |
| Taux de participation | 88 / 504 | 17,46 |

## Saint-Louis-de-Blandford
|             | Élection (2017)                                                                                 | Dissolution (2021)                                                                                                 | Élection (2021)                                                                                     |
| Maire       | Gilles Marchand                                                                                 | Yvon Barrette | Yvon Barrette                                                                                       |
| Conseillers | Jean-François Desrosiers Marc Bédard Sylvain Gélinas Nicolas Dufresne Lise Dubuc Patricia Hamel | Jean-François Desrosiers Marc Bédard François-Michel Bonneau-Leclerc Daniel Morin Mathieu Malenfant Patricia Hamel | Yvon Carle Marc Bédard François-Michel Bonneau-Leclerc Sophie Blier Elisabeth Hamel Mélanie Allaire |

| Taux de participation :                | Taux de participation :                | Taux de participation :                | Taux de participation :                | Taux de participation :                | 49,0 % |
| Nombre de votes valides :              | Nombre de votes valides :              | Nombre de votes valides :              | Nombre de votes valides :              | Nombre de votes valides :              | 414    |
| Nombre de votes rejetées à la mairie : | Nombre de votes rejetées à la mairie : | Nombre de votes rejetées à la mairie : | Nombre de votes rejetées à la mairie : | Nombre de votes rejetées à la mairie : | 5      |
| Nombre d'électeurs inscrits :          | Nombre d'électeurs inscrits :          | Nombre d'électeurs inscrits :          | Nombre d'électeurs inscrits :          | Nombre d'électeurs inscrits :          | 855    |

| Candidats pour la mairie | Vote | %     |
| ------------------------ | ---- | ----- |
| Yvon Barrette (Sortant)  | 326  | 78,74 |
| Gilles Marchand          | 88   | 21,26 |

| Candidats conseiller #1 | Vote            | %               |
| ----------------------- | --------------- | --------------- |
| Yvon Carle              | Sans opposition | Sans opposition |

| Candidats conseiller #2 | Vote            | %               |
| ----------------------- | --------------- | --------------- |
| Marc Bédard (Sortant)   | Sans opposition | Sans opposition |

| Candidats conseiller #3                   | Vote            | %               |
| ----------------------------------------- | --------------- | --------------- |
| François-Michel Bonneau-Leclerc (Sortant) | Sans opposition | Sans opposition |

| Candidats conseiller #4 | Vote | %     |
| ----------------------- | ---- | ----- |
| Sophie Blier            | 276  | 66,99 |
| Daniel Morin (Sortant)  | 136  | 33,01 |

| Candidats conseiller #5 | Vote | %     |
| ----------------------- | ---- | ----- |
| Elisabeth Hamel         | 234  | 56,93 |
| Jules Vigneault         | 177  | 43,07 |

| Candidats conseiller #6 | Vote | %     |
| ----------------------- | ---- | ----- |
| Mélanie Allaire         | 307  | 75,43 |
| Xavier Boucher          | 100  | 24,57 |

- Départ de Mélanie Allaire, conseillère #6, avant juin 2022.

- Élection de Lucie Crête au poste de conseillère #6 le 5 juin 2022[10].

| Candidats conseiller #6 | Vote | %     |
| ----------------------- | ---- | ----- |
| Lucie Crête             | 121  | 82,88 |
| Jules Vigneault         | 18   | 12,33 |
| Xavier Boucher          | 7    | 4,79  |
| Bulletins rejetés       | 0    |       |

- Départ de Sophie Blier, conseillère #4, entre juin 2022 et octobre 2023.

- Démission de Yvon Barrette, maire, en juillet 2023 en raisons d'un climat peu harmonieux au conseil municipal[11].

- Départ de Yvon Carle, conseiller #1, entre juillet et octobre 2023 afin se présenter lors de l'élection partielle pour le poste de maire.

- Élection de Yvon Carle au poste de maire, de Chantal Komlosy au poste de conseillère #1 et de Sylvie Salois au poste de conseillère #4 le 22 octobre 2023[12].

| Candidats pour la mairie              | Vote      | %     |
| ------------------------------------- | --------- | ----- |
| Yvon Carle (sortant d'un autre poste) | 250       | 66,31 |
| Suzanne Bérubé                        | 127       | 33,69 |
| Bulletins rejetés                     | 6         |       |
| Taux de participation                 | 383 / 867 | 44,18 |

| Candidats conseiller #1 | Vote      | %     |
| ----------------------- | --------- | ----- |
| Chantal Komlosy         | 245       | 66,22 |
| Daniel Morin            | 125       | 33,78 |
| Bulletins rejetés       | 13        |       |
| Taux de participation   | 383 / 867 | 44,18 |

| Candidats conseiller #4 | Vote      | %      |
| ----------------------- | --------- | ------ |
| Sylvie Salois           | 223       | 61,26  |
| Jean-Denis Côté         | 141       | 38,747 |
| Bulletins rejetés       | 19        |        |
| Taux de participation   | 383 / 867 | 44,18  |

## Saint-Norbert-d'Arthabaska
|             | Élection (2017)                                                                              | Dissolution (2021)                                                                             | Élection (2021)                                                                                        |
| Maire       | Jean-François Pinard                                                                         | Marcel Bélanger                                                                                | Marcel Bélanger                                                                                        |
| Conseillers | Mario Boilard Pascal Marcoux Jacques Landry Richard Labonté Marcel Bélanger Stéphane Lambert | Mario Boilard Pascal Marcoux Jacques Landry Richard Labonté Claude Beauchesne Stéphane Lambert | Marie-Danielle Hémond Marc Bussières Jacques Landry Richard Labonté Claude Beauchesne Krystèle Boilard |

| Candidats pour la mairie  | Vote            | %               |
| ------------------------- | --------------- | --------------- |
| Marcel Bélanger (Sortant) | Sans opposition | Sans opposition |

| Candidats conseiller #1 | Vote            | %               |
| ----------------------- | --------------- | --------------- |
| Marie-Danielle Hémond   | Sans opposition | Sans opposition |

| Candidats conseiller #2 | Vote            | %               |
| ----------------------- | --------------- | --------------- |
| Marc Bussières          | Sans opposition | Sans opposition |

| Candidats conseiller #3  | Vote            | %               |
| ------------------------ | --------------- | --------------- |
| Jacques Landry (Sortant) | Sans opposition | Sans opposition |

| Candidats conseiller #4   | Vote            | %               |
| ------------------------- | --------------- | --------------- |
| Richard Labonté (Sortant) | Sans opposition | Sans opposition |

| Candidats conseiller #5     | Vote            | %               |
| --------------------------- | --------------- | --------------- |
| Claude Beauchesne (Sortant) | Sans opposition | Sans opposition |

| Candidats conseiller #6 | Vote            | %               |
| ----------------------- | --------------- | --------------- |
| Krystèle Boilard        | Sans opposition | Sans opposition |

- Démission de Marc Bussières, conseiller #2, le 7 avril 2023[13].

- Entrée au conseil de Chloé Allaire au poste de conseillère #2 dès la séance du 15 août 2023[14].

| Candidats conseiller #2 | Vote | %   |
| ----------------------- | ---- | --- |
| Chloé Allaire           | n/d  | n/d |

## Saint-Rosaire
|             | Élection (2017)                                                                                    | Dissolution (2021)                                                                                        | Élection (2021) |
| Maire       | Harold Poisson                                                                                     | Harold Poisson                                                                                            | Harold Poisson |
| Conseillers | Éric Bergeron Cynthia St-Pierre Jean-Philippe Bouffard Johanne Gagnon Ghislain Vachon Marc Lavigne | Éric Bergeron Cynthia St-Pierre Jean-Philippe Bouffard Johanne Gagnon Ghislain Vachon Alexandra Champagne | Éric Bergeron Cynthia St-Pierre Jean-Philippe Bouffard Jean-François Boivin Frédéric Champagne Alexandra Champagne |

| Taux de participation :                | Taux de participation :                | Taux de participation :                | Taux de participation :                | Taux de participation :                | 56,3 % |
| Nombre de votes valides :              | Nombre de votes valides :              | Nombre de votes valides :              | Nombre de votes valides :              | Nombre de votes valides :              | 394    |
| Nombre de votes rejetées à la mairie : | Nombre de votes rejetées à la mairie : | Nombre de votes rejetées à la mairie : | Nombre de votes rejetées à la mairie : | Nombre de votes rejetées à la mairie : | 2      |
| Nombre d'électeurs inscrits :          | Nombre d'électeurs inscrits :          | Nombre d'électeurs inscrits :          | Nombre d'électeurs inscrits :          | Nombre d'électeurs inscrits :          | 704    |

| Candidats pour la mairie                   | Vote | %     |
| ------------------------------------------ | ---- | ----- |
| Harold Poisson (Sortant)                   | 211  | 53,55 |
| Ghislain Vachon (Sortant d'un autre poste) | 183  | 46,45 |

| Candidats conseiller #1 | Vote            | %               |
| ----------------------- | --------------- | --------------- |
| Éric Bergeron (Sortant) | Sans opposition | Sans opposition |

| Candidats conseiller #2      | Vote            | %               |
| ---------------------------- | --------------- | --------------- |
| Cynthia St-Pierre (Sortante) | Sans opposition | Sans opposition |

| Candidats conseiller #3          | Vote            | %               |
| -------------------------------- | --------------- | --------------- |
| Jean-Philippe Bouffard (Sortant) | Sans opposition | Sans opposition |

| Candidats conseiller #4 | Vote            | %               |
| ----------------------- | --------------- | --------------- |
| Jean-François Boivin    | Sans opposition | Sans opposition |

| Candidats conseiller #5 | Vote            | %               |
| ----------------------- | --------------- | --------------- |
| Frédéric Champagne      | Sans opposition | Sans opposition |

| Candidats conseiller #6        | Vote            | %               |
| ------------------------------ | --------------- | --------------- |
| Alexandra Champagne (Sortante) | Sans opposition | Sans opposition |

## Saint-Rémi-de-Tingwick
|             | Élection (2017)                                                                        | Dissolution (2021)                                                                     | Élection (2021)                                                                          |
| Maire       | Mario Nolin                                                                            | Mario Nolin                                                                            | Mario Nolin                                                                              |
| Conseillers | Alain Groleau Charles Luneau Marco Couture Pierre Auger Brigitte Nadeau Normand Paquin | Alain Groleau Charles Luneau Marco Couture Pierre Auger Brigitte Nadeau Normand Paquin | Alain Groleau Marie-Josée Roulx Marco Couture Pierre Auger Brigitte Nadeau Pierre Lenoir |

| Taux de participation :                | Taux de participation :                | Taux de participation :                | Taux de participation :                | Taux de participation :                | 68,5 % |
| Nombre de votes valides :              | Nombre de votes valides :              | Nombre de votes valides :              | Nombre de votes valides :              | Nombre de votes valides :              | 304    |
| Nombre de votes rejetées à la mairie : | Nombre de votes rejetées à la mairie : | Nombre de votes rejetées à la mairie : | Nombre de votes rejetées à la mairie : | Nombre de votes rejetées à la mairie : | 3      |
| Nombre d'électeurs inscrits :          | Nombre d'électeurs inscrits :          | Nombre d'électeurs inscrits :          | Nombre d'électeurs inscrits :          | Nombre d'électeurs inscrits :          | 448    |

| Candidats pour la mairie | Vote | %     |
| ------------------------ | ---- | ----- |
| Mario Nolin (Sortant)    | 153  | 50,33 |
| Marc Parent              | 83   | 27,30 |
| Mario Halley             | 68   | 22,37 |

| Candidats conseiller #1 | Vote            | %               |
| ----------------------- | --------------- | --------------- |
| Alain Groleau (Sortant) | Sans opposition | Sans opposition |

| Candidats conseiller #2 | Vote | %     |
| ----------------------- | ---- | ----- |
| Marie-Josée Roulx       | 203  | 66,78 |
| Christian Boucher       | 101  | 33,22 |

| Candidats conseiller #3 | Vote            | %               |
| ----------------------- | --------------- | --------------- |
| Marco Couture (Sortant) | Sans opposition | Sans opposition |

| Candidats conseiller #4 | Vote            | %               |
| ----------------------- | --------------- | --------------- |
| Pierre Auger (Sortant)  | Sans opposition | Sans opposition |

| Candidats conseiller #5    | Vote            | %               |
| -------------------------- | --------------- | --------------- |
| Brigitte Nadeau (Sortante) | Sans opposition | Sans opposition |

| Candidats conseiller #6 | Vote            | %               |
| ----------------------- | --------------- | --------------- |
| Pierre Lenoir           | Sans opposition | Sans opposition |

## Saint-Samuel
|             | Élection (2017)                                                                             | Dissolution (2021)                                                                    | Élection (2021)                                                                                      |
| Maire       | Denis Lampron                                                                               | Grégoire Bergeron (Pro-maire)                                                         | Martin Tourigny                                                                                      |
| Conseillers | Sandra Lampron Grégoire Bergeron Patrick Mathis Claudia Doucet Léo Gauthier Martin Tourigny | Sandra Lampron Grégoire Bergeron Patrick Mathis Claudia Doucet Vacant Martin Tourigny | Sylvain Bergeron Grégoire Bergeron Patrick Mathis Claudia Doucet Evelyne Lampron Marie-France Plante |

| Candidats pour la mairie                   | Vote            | %               |
| ------------------------------------------ | --------------- | --------------- |
| Martin Tourigny (Sortant d'un autre poste) | Sans opposition | Sans opposition |

| Candidats conseiller #1 | Vote            | %               |
| ----------------------- | --------------- | --------------- |
| Sylvain Bergeron        | Sans opposition | Sans opposition |

| Candidats conseiller #2     | Vote            | %               |
| --------------------------- | --------------- | --------------- |
| Grégoire Bergeron (Sortant) | Sans opposition | Sans opposition |

| Candidats conseiller #3  | Vote            | %               |
| ------------------------ | --------------- | --------------- |
| Patrick Mathis (Sortant) | Sans opposition | Sans opposition |

| Candidats conseiller #4   | Vote            | %               |
| ------------------------- | --------------- | --------------- |
| Claudia Doucet (Sortante) | Sans opposition | Sans opposition |

| Candidats conseiller #5 | Vote            | %               |
| ----------------------- | --------------- | --------------- |
| Evelyne Lampron         | Sans opposition | Sans opposition |

| Candidats conseiller #6 | Vote            | %               |
| ----------------------- | --------------- | --------------- |
| Marie-France Plante     | Sans opposition | Sans opposition |

- Démission de Claudia Doucet, conseillère #4, annoncée lors de la séance du 3 mai 2022[15].

- Entrée au conseil de Suzanne Tremblay au poste de conseillère #4 dès la séance du 21 juin 2022[16].

| Candidats conseiller #4 | Vote            | %               |
| ----------------------- | --------------- | --------------- |
| Suzanne Tremblay        | Sans opposition | Sans opposition |
| Éric Lainesse           | Désistement     | Désistement     |

## Saint-Valère
|             | Élection (2017)                                                                         | Dissolution (2021)                                                                      | Élection (2021)                                                                       |
| Maire       | Marc Plante                                                                             | Marc Plante                                                                             | Marc Plante                                                                           |
| Conseillers | Guy Dupuis Yvon Martel Éric Morissette Denis Bergeron Marcel Larochelle Valérie Fortier | Guy Dupuis Yvon Martel Éric Morissette Denis Bergeron Marcel Larochelle Valérie Fortier | Guy Dupuis Jacques Pépin Éric Morissette Nadia Hébert Joséane Turgeon Claudia Quirion |

| Taux de participation :                | Taux de participation :                | Taux de participation :                | Taux de participation :                | Taux de participation :                | 57,2 % |
| Nombre de votes valides :              | Nombre de votes valides :              | Nombre de votes valides :              | Nombre de votes valides :              | Nombre de votes valides :              | 568    |
| Nombre de votes rejetées à la mairie : | Nombre de votes rejetées à la mairie : | Nombre de votes rejetées à la mairie : | Nombre de votes rejetées à la mairie : | Nombre de votes rejetées à la mairie : | 5      |
| Nombre d'électeurs inscrits :          | Nombre d'électeurs inscrits :          | Nombre d'électeurs inscrits :          | Nombre d'électeurs inscrits :          | Nombre d'électeurs inscrits :          | 1 001  |

| Candidats pour la mairie | Vote | %     |
| ------------------------ | ---- | ----- |
| Marc Plante (Sortant)    | 287  | 50,53 |
| Marcel Normand           | 281  | 49,47 |

| Candidats conseiller #1 | Vote | %     |
| ----------------------- | ---- | ----- |
| Guy Dupuis (Sortant)    | 321  | 56,81 |
| Louis Hébert            | 244  | 43,19 |

| Candidats conseiller #2 | Vote | %     |
| ----------------------- | ---- | ----- |
| Jacques Pépin           | 317  | 56,11 |
| Yvon Martel (Sortant)   | 248  | 43,89 |

| Candidats conseiller #3    | Vote | %     |
| -------------------------- | ---- | ----- |
| Éric Morrissette (Sortant) | 344  | 60,88 |
| Éric Croteau               | 221  | 39,12 |

| Candidats conseiller #4  | Vote | %     |
| ------------------------ | ---- | ----- |
| Nadia Hébert             | 349  | 61,23 |
| Denis Bergeron (Sortant) | 221  | 38,77 |

| Candidats conseiller #5     | Vote | %     |
| --------------------------- | ---- | ----- |
| Joséane Turgeon             | 320  | 56,44 |
| Marcel Larochelle (Sortant) | 247  | 43,56 |

| Candidats conseiller #6   | Vote | %     |
| ------------------------- | ---- | ----- |
| Claudia Quirion           | 303  | 53,53 |
| Valérie Fortier (Sortant) | 263  | 46,47 |

- Démission de Marc Plante, maire, le 10 mars 2022[17],[18]. Éric Morissette, conseiller #3, exerce la fonction de maire suppléant pendant l'intérim[18].

- Élection sans opposition de Marcel Normand au poste de maire le 28 avril 2022[19].

| Candidats pour la mairie | Vote            | %               |
| ------------------------ | --------------- | --------------- |
| Marcel Normand           | Sans opposition | Sans opposition |

## Sainte-Clotilde-de-Horton
|             | Élection (2017)                                                                       | Dissolution (2021)                                                              | Élection (2021)                                                                                  |
| Maire       | Simon Boucher                                                                         | Yanick Blier                                                                    | Julie Ricard                                                                                     |
| Conseillers | Patrice Pinard Yanick Blier Michel Bernier Julie Ricard Nathalie Tablot Steve Therion | Patrice Pinard Vacant Michel Bernier Julie Ricard Nathalie Tablot Steve Therion | Patrice Pinard Marlène Langlois Sarah Lamontagne Richard Gélinas Mélanie Guenet Manuel Bournival |

| Taux de participation :                | Taux de participation :                | Taux de participation :                | Taux de participation :                | Taux de participation :                | 60,1 % |
| Nombre de votes valides :              | Nombre de votes valides :              | Nombre de votes valides :              | Nombre de votes valides :              | Nombre de votes valides :              | 780    |
| Nombre de votes rejetées à la mairie : | Nombre de votes rejetées à la mairie : | Nombre de votes rejetées à la mairie : | Nombre de votes rejetées à la mairie : | Nombre de votes rejetées à la mairie : | 6      |
| Nombre d'électeurs inscrits :          | Nombre d'électeurs inscrits :          | Nombre d'électeurs inscrits :          | Nombre d'électeurs inscrits :          | Nombre d'électeurs inscrits :          | 1 307  |

| Candidats pour la mairie                 | Vote | %     |
| ---------------------------------------- | ---- | ----- |
| Julie Ricard (Sortante d'un autre poste) | 350  | 44,87 |
| Yanick Blier (Sortant)                   | 288  | 36,92 |
| Mylène Lampron                           | 142  | 18,21 |

| Candidats conseiller #1  | Vote            | %               |
| ------------------------ | --------------- | --------------- |
| Patrice Pinard (Sortant) | Sans opposition | Sans opposition |

| Candidats conseiller #2 | Vote            | %               |
| ----------------------- | --------------- | --------------- |
| Marlène Langlois        | Sans opposition | Sans opposition |

| Candidats conseiller #3  | Vote | %     |
| ------------------------ | ---- | ----- |
| Sarah Lamontagne         | 422  | 55,31 |
| Michel Bernier (Sortant) | 341  | 44,69 |

| Candidats conseiller #4 | Vote | %     |
| ----------------------- | ---- | ----- |
| Richard Gélinas         | 341  | 43,77 |
| Zachary Lahaie          | 265  | 34,02 |
| Myriam Gendron          | 92   | 11,81 |
| Alexandra Pellerin      | 81   | 10,40 |

| Candidats conseiller #5 | Vote            | %               |
| ----------------------- | --------------- | --------------- |
| Mélanie Guenet          | Sans opposition | Sans opposition |

| Candidats conseiller #6 | Vote            | %               |
| ----------------------- | --------------- | --------------- |
| Manuel Bournival        | Sans opposition | Sans opposition |

## Sainte-Hélène-de-Chester
|             | Élection (2017)                                                                                    | Dissolution (2021)                                                                                             | Élection (2021)                                                                                                 |
| Maire       | Lionel Fréchette                                                                                   | Lionel Fréchette                                                                                               | Christian Massé                                                                                                 |
| Conseillers | André Thibodeau Claudette Côté Pierre Vaillancourt Mélanie Houle Joël Lemieux-Gagné Robert Allaire | André Thibodeau Christian Massé Isabelle Meunier Catherine Belleau-Arsenault Joël Lemieux-Gagné Robert Allaire | André Thibodeau Julien Fournier Isabelle Meunier Catherine Belleau-Arsenault Geneviève Bergeron Steve Thibodeau |

| Partis | Partis            | Candidats pour la mairie                   | Vote            | %               |
| ------ | ----------------- | ------------------------------------------ | --------------- | --------------- |
|        | Équipe Ste-Hélène | Christian Massé (Sortant d'un autre poste) | Sans opposition | Sans opposition |

| Partis | Partis            | Candidats conseiller #1   | Vote            | %               |
| ------ | ----------------- | ------------------------- | --------------- | --------------- |
|        | Équipe Ste-Hélène | André Thibodeau (Sortant) | Sans opposition | Sans opposition |

| Partis | Partis            | Candidats conseiller #2 | Vote            | %               |
| ------ | ----------------- | ----------------------- | --------------- | --------------- |
|        | Équipe Ste-Hélène | Julien Fournier         | Sans opposition | Sans opposition |

| Partis | Partis            | Candidats conseiller #3    | Vote            | %               |
| ------ | ----------------- | -------------------------- | --------------- | --------------- |
|        | Équipe Ste-Hélène | Isabelle Meunier (Sortant) | Sans opposition | Sans opposition |

| Partis | Partis            | Candidats conseiller #4               | Vote            | %               |
| ------ | ----------------- | ------------------------------------- | --------------- | --------------- |
|        | Équipe Ste-Hélène | Catherine Belleau-Arsenault (Sortant) | Sans opposition | Sans opposition |

| Partis | Partis            | Candidats conseiller #5 | Vote            | %               |
| ------ | ----------------- | ----------------------- | --------------- | --------------- |
|        | Équipe Ste-Hélène | Geneviève Bergeron      | Sans opposition | Sans opposition |

| Partis | Partis            | Candidats conseiller #6 | Vote            | %               |
| ------ | ----------------- | ----------------------- | --------------- | --------------- |
|        | Équipe Ste-Hélène | Steve Thibodeau         | Sans opposition | Sans opposition |

- Démission d'Isabelle Meunier, conseillère #3, le 12 janvier 2022[20].

- Démission de Steve Thibodeau, conseiller #6, le 2 février 2022[21].

- Entrée au conseil de Marie Vaillancourt Laporte au poste de conseillère #3 lors de la séance du 5 avril 2022[22].

| Candidats conseiller #6    | Vote | %   |
| -------------------------- | ---- | --- |
| Marie Vaillancourt Laporte | n/d  | n/d |

- Entrée au conseil de Nicolas Paris-Lafrance au poste de conseiller #6 lors de la séance du  7 juin 2022[23].

| Candidats conseiller #6 | Vote | %   |
| ----------------------- | ---- | --- |
| Nicolas Paris-Lafrance  | n/d  | n/d |
| Yvan Riopel             | n/d  | n/d |

## Sainte-Séraphine
|             | Élection (2017)                                                                                    | Dissolution (2021)                                                                                 | Élection (2021)                                                                               |
| Maire       | David Vincent                                                                                      | David Vincent                                                                                      | David Vincent                                                                                 |
| Conseillers | Justin Allard Alexandre Talbot Sylvain Plante Marjorie Gagnon Christiane Ouellette Martial Vincent | Justin Allard Alexandre Talbot Sylvain Plante Marjorie Gagnon Christiane Ouellette Martial Vincent | Justin Allard Alexandre Talbot Sylvain Plante Sarah Pelletier Nathalie Leblanc Charles Martin |

| Candidats pour la mairie | Vote            | %               |
| ------------------------ | --------------- | --------------- |
| David Vincent (Sortant)  | Sans opposition | Sans opposition |

| Candidats conseiller #1 | Vote            | %               |
| ----------------------- | --------------- | --------------- |
| Justin Allard (Sortant) | Sans opposition | Sans opposition |

| Candidats conseiller #2    | Vote            | %               |
| -------------------------- | --------------- | --------------- |
| Alexandre Talbot (Sortant) | Sans opposition | Sans opposition |

| Candidats conseiller #3  | Vote            | %               |
| ------------------------ | --------------- | --------------- |
| Sylvain Plante (Sortant) | Sans opposition | Sans opposition |

| Candidats conseiller #4 | Vote            | %               |
| ----------------------- | --------------- | --------------- |
| Sarah Pelletier         | Sans opposition | Sans opposition |

| Candidats conseiller #5 | Vote            | %               |
| ----------------------- | --------------- | --------------- |
| Nathalie Leblanc        | Sans opposition | Sans opposition |

| Candidats conseiller #6 | Vote            | %               |
| ----------------------- | --------------- | --------------- |
| Charles Martin          | Sans opposition | Sans opposition |

## Sainte-Élizabeth-de-Warwick
|             | Élection (2017)                                                                                  | Dissolution (2021)                                                          | Élection (2021)                                                                                    |
| Maire       | Jeannine Moisan                                                                                  | Jeannine Moisan                                                             | Claire Rioux                                                                                       |
| Conseillers | Stéphanie Laplante Baptiste Cinter Véronique Desrochers Claire Rioux Joannie Martin André Bougie | David Fleury Baptiste Cinter Vacant Claire Rioux Nancy Grimard André Bougie | Jeannot Pelletier Jessika Boisvert Jean-Daniel Lavertu Christian Martel Nancy Grimard André Bougie |

| Candidats pour la mairie                 | Vote            | %               |
| ---------------------------------------- | --------------- | --------------- |
| Claire Rioux (Sortante d'un autre poste) | Sans opposition | Sans opposition |

| Candidats conseiller #1 | Vote            | %               |
| ----------------------- | --------------- | --------------- |
| Jeannot Pelletier       | Sans opposition | Sans opposition |

| Candidats conseiller #2 | Vote            | %               |
| ----------------------- | --------------- | --------------- |
| Jessika Boisvert        | Sans opposition | Sans opposition |

| Candidats conseiller #3 | Vote            | %               |
| ----------------------- | --------------- | --------------- |
| Jean-Daniel Lavertu     | Sans opposition | Sans opposition |

| Candidats conseiller #4 | Vote            | %               |
| ----------------------- | --------------- | --------------- |
| Christian Martel        | Sans opposition | Sans opposition |

| Candidats conseiller #5 | Vote            | %               |
| ----------------------- | --------------- | --------------- |
| Nancy Grimard (Sortant) | Sans opposition | Sans opposition |

| Candidats conseiller #6 | Vote            | %               |
| ----------------------- | --------------- | --------------- |
| André Bougie (Sortant)  | Sans opposition | Sans opposition |

- Démission de Christian Martel, conseiller #4, avant la séance du 1er mai 2023[24].

- Élection sans opposition de Jean-Baptiste Rouleau au poste de conseiller #4 le 16 juillet 2023[25].

| Candidats conseiller #4 | Vote            | %               |
| ----------------------- | --------------- | --------------- |
| Jean-Baptiste Rouleau   | Sans opposition | Sans opposition |

## Saints-Martyrs-Canadiens
|             | Élection (2017)                                                                          | Dissolution (2021)                                                                         | Élection (2021)                                                                          |
| Maire       | André Henri                                                                              | André Henri                                                                                | Gilles Gosselin                                                                          |
| Conseillers | Michel Prince Christine Marchand Rémy Larouche Claude Caron Jonatan Roux Gilles Gosselin | Michel Prince Christine Marchand Laurent Garneau Claude Caron Jonatan Roux Gilles Gosselin | Michel Prince France Darveau Laurent Garneau Michel Lequin Guy Theriault Denis Perreault |

| Candidats pour la mairie                      | Vote | %     |
| --------------------------------------------- | ---- | ----- |
| Gilles Gosselin (Sortant d'un autre poste)    | 153  | 48,26 |
| Christine Marchand (Sortant d'un autre poste) | 142  | 44,79 |
| Jacques Parenteau                             | 22   | 6,94  |

| Candidats conseiller #1 | Vote            | %               |
| ----------------------- | --------------- | --------------- |
| Michel Prince (Sortant) | Sans opposition | Sans opposition |

| Candidats conseiller #2                | Vote | %     |
| -------------------------------------- | ---- | ----- |
| France Darveau                         | 214  | 68,15 |
| André Henri (Sortant d'un autre poste) | 100  | 31,85 |

| Candidats conseiller #3 | Vote | %     |
| ----------------------- | ---- | ----- |
| Laurent Garneau         | 195  | 62,30 |
| Pierre Lacourse         | 118  | 37,70 |

| Candidats conseiller #4 | Vote            | %               |
| ----------------------- | --------------- | --------------- |
| Michel Lequin           | Sans opposition | Sans opposition |

| Candidats conseiller #5 | Vote            | %               |
| ----------------------- | --------------- | --------------- |
| Guy Thériault           | Sans opposition | Sans opposition |

| Candidats conseiller #6                 | Vote | %     |
| --------------------------------------- | ---- | ----- |
| Denis Perreault                         | 200  | 64,10 |
| Jonatan Roux (Sortant d'un autre poste) | 112  | 35,90 |

## Tingwick
|             | Élection (2017)                                                                                             | Dissolution (2021)                                                                                | Élection (2021)                                                                              |
| Maire       | Réal Fortin                                                                                                 | Réal Fortin                                                                                       | Réal Fortin                                                                                  |
| Conseillers | Gervais Ouellette Ghislain Gagnon Pierre Lessard Marjolaine Vaudreuil Ginette Chapdelaine Pierre-André Arès | Gervais Ouellette Vacant Pierre Lessard Marjolaine Vaudreuil Céline P. Langlois Pierre-André Arès | Sylvain Hinse Denis V. Lachance Annie Verreault Suzanne Gagnon Mario Hinse Pierre-André Arès |

| Candidats pour la mairie | Vote            | %               |
| ------------------------ | --------------- | --------------- |
| Réal Fortin (Sortant)    | Sans opposition | Sans opposition |

| Candidats conseiller #1     | Vote | %     |
| --------------------------- | ---- | ----- |
| Sylvain Hinse               | 164  | 51,09 |
| Gervais Ouellette (Sortant) | 157  | 48,91 |

| Candidats conseiller #2 | Vote | %     |
| ----------------------- | ---- | ----- |
| Denis V. Lachance       | 175  | 53,19 |
| Denis Bernier           | 154  | 46,81 |

| Candidats conseiller #3 | Vote            | %               |
| ----------------------- | --------------- | --------------- |
| Annie Verreault         | Sans opposition | Sans opposition |

| Candidats conseiller #4 | Vote            | %               |
| ----------------------- | --------------- | --------------- |
| Suzanne Gagnon          | Sans opposition | Sans opposition |

| Candidats conseiller #5 | Vote            | %               |
| ----------------------- | --------------- | --------------- |
| Mario Hinse             | Sans opposition | Sans opposition |

| Candidats conseiller #6     | Vote            | %               |
| --------------------------- | --------------- | --------------- |
| Pierre-André Arès (Sortant) | Sans opposition | Sans opposition |

- Démission d'Annie Verreault, conseillère #3, annoncée lors de la séance du 16 janvier 2023[26].

- Entrée au conseil de Charles Rioux au poste de conseiler #3 lors de la séance du 6 mars 2023[27].

| Candidats conseiller #3 | Vote | %   |
| ----------------------- | ---- | --- |
| Charles Rioux           | n/d  | n/d |

## Victoriaville
|             | Élection (2017) | Dissolution (2021) | Élection (2021) |
| Maire       | André Bellavance | André Bellavance | Antoine Tardif |
| Conseillers | Caroline Pilon Benoit Gauthier Patrick Paulin Alexandre Côté Yanick Poisson Marc Morin Yannick Fréchette Chantal Moreau Michael Provencher Sophie Lambert | Caroline Pilon Benoit Gauthier Patrick Paulin Alexandre Côté Yanick Poisson Marc Morin Yannick Fréchette Chantal Moreau Michael Provencher Sophie Lambert | Caroline Pilon Benoit Gauthier Patrick Paulin Alexandre Côté Yanick Poisson Marc Morin Yannick Fréchette Chantal Moreau Michael Provencher James Casey |

| Candidats pour la mairie | Vote            | %               |
| ------------------------ | --------------- | --------------- |
| Antoine Tardif           | Sans opposition | Sans opposition |

| Candidats district du Parc-de-L'Amitié (1) | Vote            | %               |
| ------------------------------------------ | --------------- | --------------- |
| Caroline Pilon (Sortante)                  | Sans opposition | Sans opposition |

| Candidats district du Parc-de-L'Île (2) | Vote            | %               |
| --------------------------------------- | --------------- | --------------- |
| Benoit Gauthier (Sortant)               | Sans opposition | Sans opposition |

| Candidats district Charles-Édouard-Mailhot (3) | Vote | %     |
| ---------------------------------------------- | ---- | ----- |
| Patrick Paulin (Sortant)                       | 617  | 91,14 |
| Réal Rivard                                    | 60   | 8,86  |

| Candidats district de Sainte-Famille (4) | Vote            | %               |
| ---------------------------------------- | --------------- | --------------- |
| Alexandre Côté (Sortant)                 | Sans opposition | Sans opposition |

| Candidats district Parc-Terre-des-Jeunes (5) | Vote            | %               |
| -------------------------------------------- | --------------- | --------------- |
| Yanick Poisson (Sortant)                     | Sans opposition | Sans opposition |

| Candidats district du Parc-Victoria (6) | Vote            | %               |
| --------------------------------------- | --------------- | --------------- |
| Marc Morin (Sortant)                    | Sans opposition | Sans opposition |

| Candidats district de Sainte-Victoire (7) | Vote            | %               |
| ----------------------------------------- | --------------- | --------------- |
| Yannick Fréchette (Sortant)               | Sans opposition | Sans opposition |

| Candidats district d'Arthabaska-Nord (8) | Vote | %     |
| ---------------------------------------- | ---- | ----- |
| Chantal Moreau (Sortante)                | 519  | 55,15 |
| Lauréanne Richer                         | 422  | 44,85 |

| Candidats district d'Arthabaska-Ouest (9) | Vote            | %               |
| ----------------------------------------- | --------------- | --------------- |
| Michael Provencher (Sortant)              | Sans opposition | Sans opposition |

| Candidats district d'Arthabaska-Est (10) | Vote | %     |
| ---------------------------------------- | ---- | ----- |
| James Casey                              | 563  | 60,28 |
| Stéphanie Turcotte                       | 371  | 39,72 |

## Warwick
|             | Élection (2017)                                                                             | Dissolution (2021)                                                                          | Élection (2021)                                                                                      |
| Maire       | Diego Scalzo                                                                                | Diego Scalzo                                                                                | Pascal Lambert                                                                                       |
| Conseillers | Charles Martel Noëlla Comtois Amélia Hinse Pascal Lambert Martin Vaudreuil Étienne Bergeron | Charles Martel Noëlla Comtois Amélia Hinse Pascal Lambert Martin Vaudreuil Étienne Bergeron | Marie-Josée Boissonneault Noëlla Comtois Amélie Hinse Patricia Carrier Martin Vaudreuil Céline Dumas |

| Taux de participation :                | Taux de participation :                | Taux de participation :                | Taux de participation :                | Taux de participation :                | 43,5 % |
| Nombre de votes valides :              | Nombre de votes valides :              | Nombre de votes valides :              | Nombre de votes valides :              | Nombre de votes valides :              | 1 605  |
| Nombre de votes rejetées à la mairie : | Nombre de votes rejetées à la mairie : | Nombre de votes rejetées à la mairie : | Nombre de votes rejetées à la mairie : | Nombre de votes rejetées à la mairie : | 14     |
| Nombre d'électeurs inscrits :          | Nombre d'électeurs inscrits :          | Nombre d'électeurs inscrits :          | Nombre d'électeurs inscrits :          | Nombre d'électeurs inscrits :          | 3 724  |

| Candidats pour la mairie                    | Vote | %     |
| ------------------------------------------- | ---- | ----- |
| Pascal Lambert (Sortant d'un autre poste)   | 989  | 61,62 |
| Étienne Bergeron (Sortant d'un autre poste) | 616  | 38,38 |

| Candidats conseiller #1   | Vote            | %               |
| ------------------------- | --------------- | --------------- |
| Marie-Josée Boissonneault | Sans opposition | Sans opposition |

| Candidats conseiller #2  | Vote            | %               |
| ------------------------ | --------------- | --------------- |
| Noëlla Comtois (Sortant) | Sans opposition | Sans opposition |

| Candidats conseiller #3 | Vote  | %     |
| ----------------------- | ----- | ----- |
| Amélie Hinse (Sortante) | 1 268 | 80,20 |
| Marco Beauchesne        | 313   | 19,80 |

| Candidats conseiller #4 | Vote  | %     |
| ----------------------- | ----- | ----- |
| Patricia Carrier        | 1 069 | 68,09 |
| Keven Pothier           | 501   | 31,91 |

| Candidats conseiller #5    | Vote | %     |
| -------------------------- | ---- | ----- |
| Martin Vaudreuil (Sortant) | 985  | 62,30 |
| Denise Côté                | 596  | 37,70 |

| Candidats conseiller #6 | Vote  | %     |
| ----------------------- | ----- | ----- |
| Céline Dumas            | 1 284 | 81,68 |
| Gilles Pilon            | 288   | 18,32 |

- Démission de Pascal Lambert, maire, en novembre 2023 pour raison de santé[28]. Noëlla Champagne, conseillère #2, assure l'intérim à titre de mairesse suppléante[28].

- Démission d'Amélie Hinse, conseillère #3, le 1er décembre pour se porter candidate à l'élection partielle pour la mairie[29]

- Élection partielle au poste de maire et de conseiller #3 le 25 février 2024.